# Still the King
Still the King è una sitcom statunitense creata da Travis Nicholson, Potsy Ponciroli e Billy Ray Cyrus.
La serie ha debuttato il 12 giugno 2016 su CMT. Il 27 luglio 2016, CMT ha rinnovato Still the King per una seconda stagione di 13 episodi, trasmessa dall'11 luglio 2017. Il 17 novembre 2017, la serie è stata cancellata dopo due stagioni.

## Trama
La serie si concentra su Vernon Brownmule, alias "Burnin 'Vernon", una meraviglia scandalizzata, slavata, colma di sorpresa che è stata cacciata dalla musica country, per poi emergere 20 anni dopo come secondo migliore impersonatore di Elvis.

## Episodi
| Stagioni         | Episodi | Prima TV USA | Prima TV Italia |
| ---------------- | ------- | ------------ | --------------- |
| Prima stagione   | 13      | 2016         | inedita         |
| Seconda stagione | 13      | 2017         | inedita         |

## Personaggi e interpreti
- Vernon Brownmule, interpretato da Billy Ray Cyrus.[5]
- Debbie Lynn Cooke, interpretata da Joey Lauren Adams.
- Charlotte, interpretata da Madison Iseman.
- Walt, interpretato da Travis Nicholson.
- Laura Beth, interpretata da Lacey Chabert.
- Curtis, interpretata da Leslie David Baker.
- Mitch Doily, interpretato da Kevin Farley.
- Ronnie, interpretato da Jon Sewell.